# Adrien II
Pour les articles homonymes, voir Adrien.
Adrien II ou Hadrien II, né à Rome en 792, est le 106e pape de 867 au 14 décembre 872.
Né à Rome, il est élu  en 867, après avoir refusé deux fois le pontificat. Il leva l'excommunication lancée contre Lothaire II de Lotharingie, roi de Lotharingie, qui avait répudié sa femme ; tint en 869 un concile à Rome contre Photios Ier, patriarche de Constantinople, qu'il fit déposer ; eut des démêlés avec l'empereur byzantin Basile Ier et avec le nouveau patriarche grec au sujet du schisme provoqué par Photios, et quelques différends avec Charles II le Chauve, au sujet de la déposition de l'évêque Hincmar de Laon. Il mourut en 872.

## Biographie
Fils d'un certain Tarare (qui fut plus tard évêque), il fut élu pape le 14 décembre 867, après avoir refusé deux fois le pontificat (après la mort de Léon IV et de Benoît III). Le soutien unanime du peuple romain et du clergé l'empêcha de refuser une troisième fois. Lors de l'élection, quoiqu'ils n'y eurent pas été invités, les envoyés de l'empereur Louis II le Jeune étaient présents ; ils voulurent se plaindre de n'avoir pas été conviés, on leur répondit cependant que cela n'avait pas été fait par mépris pour eux ou pour l'empereur, mais pour éviter que l'on prenne l'habitude d'attendre l'arrivée des envoyés du prince pour procéder à l'élection. Louis fut par ailleurs très satisfait de cette élection. Il réconcilia la papauté avec l'archevêque de Trèves, Thietgaud, et l'évêque d'Anagni, Zacharias, qui avaient été excommuniés par son prédécesseur.
Pendant les cérémonies du sacre, le duc de Spolète, Lambert Ier de Spolète, entra dans Rome pour la piller. Il fut aussitôt excommunié, et l'empereur lui retira son duché. Malgré son âge (il avait plus de soixante-seize ans au moment de son élection), le pape fit preuve d'une vigueur remarquable, notamment en poursuivant la condamnation de Photios, patriarche de Constantinople, qu'il fit déposer et soumettre à la pénitence publique. Il se brouilla toutefois avec l'empereur d'Orient, pour avoir voulu juger des évêques qui avaient suivi Photios, en Carie et en Bulgarie, et qui ne relevaient donc pas de sa juridiction. Il força Lothaire le Jeune à demander un pardon général pour ses errements matrimoniaux. En revanche, après avoir pris le parti de Carloman, révolté contre son père Charles II le Chauve, il dut finalement céder devant l'hostilité des évêques de France.
Malgré une conception assez large de l'autorité pontificale, il laissa à sa mort un bon souvenir en raison de son désintéressement et de sa générosité pour les plus pauvres. Marié à une femme nommée Stéphanie avant de devenir prêtre, il avait une fille aux mœurs scandaleuses. Sa famille résidait avec lui dans le palais du Latran. À la suite d'une sombre affaire d'enlèvement de sa fille, les deux femmes furent égorgées par Eleuthère, frère d'Anastase le Bibliothécaire, responsable de la bibliothèque du Saint-Siège[réf. nécessaire].